# Sébastien Zamet (1588-1655)
Pour les articles homonymes, voir Zamet et Sébastien Zamet.
Sébastien Zamet, né en 1588 et mort le 2 février 1655, est un prélat catholique français, évêque de Langres de 1615 jusqu'à sa mort.

## Biographie

### Famille
Sébastien Zamet est le second fils de Sébastiano Zametti, financier à la Cour de France et de Madeleine Leclerc du Tremblay. Il est ainsi le frère cadet de Jean Zamet et aîné de Jean-Pierre Zamet, supérieur de la Compagnie du Saint-Sacrement dans les années 1640. Il est également le neveu du père Joseph, dit l’Éminence grise.

### Carrière ecclésiastique
Protégé par Henri IV dont son père est un proche, il fait ses études au collège de La Flèche puis est nommé abbé de Juilly, succédant ainsi à son oncle Horace, assassiné par les ligueurs. Il devient ensuite aumônier ordinaire du roi et de la reine Marie de Médicis. 
Une fois ses études en théologie à la Sorbonne terminées, en 1614, il est nommé coadjuteur de Langres, ce qui lui permettait d'assister aux États généraux et à l'assemblée du clergé admettant les décrets de réforme du Concile de Trente. À la mort de l'évêque titulaire en 1615, il prend possession du diocèse de Langres, l'un des plus prestigieux du royaume (l'évêché de Dijon ne fut créé qu'en 1731 par le pape Clément XII).

### Épiscopat

#### Évêque réformateur
Dès sa consécration, et se conformant aux décisions du concile de Trente, il choisit de résider dans son diocèse plutôt qu'à Paris, contrairement à de nombreux évêques de l'époque. Il se lance également dans la réforme des anciens établissements comme les bénédictines du Puits-d’Orbe qui sont, malgré l’opposition de l’abbesse, transférées à Châtillon-sur-Seine et soutient la réforme des cisterciennes de l’abbaye de Tart, menée par l’abbesse Jeanne de Pourlan. De même qu'il attire les Jésuites à Chaumont en 1618, l’Oratoire de Dijon, le carmel à Châtillon-sur-Seine et les Jésuites de Langres en 1621, la Visitation de Dijon en 1622, les Ursulines de Dijon, de Langres, de Châtillon-sur-Seine et d’autres villes du diocèse ainsi que les Dominicaines et les Annonciades de Langres en 1623.
En 1622, la Mère Angélique Arnauld, abbesse de Port-Royal, sollicite son aide afin d'achever la réforme de son abbaye. Il succède ainsi à saint François de Sales en tant que directeur spirituel de l'abbaye et de la mère Angélique. Alors que les abbés de Cîteaux s'opposent à la réforme, Sébastien Zamet obtient que les abbayes de Port-Royal et de Tart soient soustraites à leur juridiction pour ne plus former qu'une seule communauté séparée en deux et dotée d'une abbesse élue pour trois ans. 
Il poursuit ensuite le travail de réforme des cisterciennes en s'intéressant à l'abbaye de Rougemont, dont la conduite de l’abbesse fait scandale, puis il installe les Minimes à Notre-Dame d’Étang et la Visitation à Langres. Il ouvre également le procès en béatification du capucin Honoré de Paris.

#### Évêque bâtisseur
En 1616, il fonde successivement l'oratoire et le séminaire de Langres. Il fonde également la congrégation des Sœurs de Sainte-Marthe, pendant séculier des sœurs cloîtrées de la Visitation.
Lorsque la Mère Angélique quitte son abbatiat, Zamet la convainc de travailler sur un projet d'institut en l'honneur du Saint-Sacrement. En quelques mois, l'institut se donne des statuts inspirés de la règle de saint Augustin mais le prélat est souvent en opposition avec la Mère Angélique sur la manière de procéder et celle-ci choisit de se mettre sous la direction de l’abbé de Saint-Cyran qui impose son autorité aux religieuses, excluant de fait l'évêque de Langres qui se retire de l’affaire et rejoint son diocèse, tout en alertant Richelieu de l'attitude sectaire de Saint-Cyran, qui est finalement emprisonné au château de Vincennes pour n'en ressortir que quelques jours avant de mourir.
Entre 1636 et 1655, il se consacre à son diocèse, dévasté par la Guerre de Trente Ans. Il fonde alors en 1638 l’hôpital de Langres et la confrérie de la Charité chargée de le desservir. En 1642, il soutient la reconstruction de l’hôpital général de Dijon, en y adjoignant l’hospice Sainte-Anne destiné à l’accueil des nécessiteux. Il encourage, dans le même but, la compagnie du Saint-Sacrement, dont son frère Jean est le supérieur, à s’installer à Dijon.

### Fin de vie
Ses dernières années sont assombries par la maladie ; lié d’amitié à la famille Bossuet, il confère le sous-diaconat et donne le sacrement de confirmation au jeune Jacques-Bénigne Bossuet. Il meurt le 2 février 1655. On ne trouvera alors dans sa chambre que 30 écus, reste de la considérable fortune que lui avait laissée son père.